# Вівей (Індіана)
Вівей (англ. Vevay) — місто (англ. town) в США, в окрузі Світзерленд штату Індіана. Населення — 1741 особа (2020).

## Географія
Вівей розташований за координатами 38°44′26″ пн. ш. 85°4′56″ зх. д. / 38.74056° пн. ш. 85.08222° зх. д. (38.740558, -85.082144).  За даними Бюро перепису населення США в 2010 році місто мало площу 4,01 км², з яких 3,76 км² — суходіл та 0,25 км² — водойми.

## Демографія
Згідно з переписом 2010 року, у місті мешкали 1683 особи в 725 домогосподарствах у складі 393 родин. Густота населення становила 420 осіб/км².  Було 826 помешкань (206/км²).
Расовий склад населення:
| - 97,1 % — білих - 0,5 % — чорних або афроамериканців - 0,5 % — азіатів |

До двох чи більше рас належало 1,2 %. Частка іспаномовних становила 1,1 % від усіх жителів.
За віковим діапазоном населення розподілялося таким чином: 20,3 % — особи молодші 18 років, 62,1 % — особи у віці 18—64 років, 17,6 % — особи у віці 65 років та старші. Медіана віку мешканця становила 40,8 року. На 100 осіб жіночої статі у місті припадало 95,2 чоловіків;  на 100 жінок у віці від 18 років та старших — 88,2 чоловіків також старших 18 років.
Середній дохід на одне домашнє господарство  становив 46 572 долари США (медіана — 35 000), а середній дохід на одну сім'ю — 58 293 долари (медіана — 49 091). Медіана доходів становила 32 036 доларів для чоловіків та 30 795 доларів для жінок. За межею бідності перебувало 18,5 % осіб, у тому числі 38,5 % дітей у віці до 18 років та 9,7 % осіб у віці 65 років та старших.
Цивільне працевлаштоване населення становило 684 особи. Основні галузі зайнятості: мистецтво, розваги та відпочинок — 23,1 %, виробництво — 19,2 %, освіта, охорона здоров'я та соціальна допомога — 13,6 %, роздрібна торгівля — 9,8 %.